# Лікуріч
Лікуріч (рум. Licurici) — село у повіті Горж в Румунії. Входить до складу комуни Лікуріч.
Село розташоване на відстані 202 км на захід від Бухареста, 30 км на південний схід від Тиргу-Жіу, 68 км на північ від Крайови.

## Населення
За даними перепису населення 2002 року у селі проживали 676 осіб, усі — румуни. Усі жителі села рідною мовою назвали румунську.